# Scott Carson
Scott Paul Carson (Whitehaven, 3 de setembro de 1985) é um futebolista inglês que atua como goleiro. Atualmente está sem clube.

## Carreira
Carson tem longa trajetória no futebol inglês. Revelado pelo Leeds United, fez parte do elenco do Liverpool campeão da Liga dos Campeões na temporada 2004–05, sendo reserva do polonês Jerzy Dudek. No ano seguinte, esteve na lista do treinador Sven-Göran Eriksson e foi um dos 23 convocados da Inglaterra para a Copa do Mundo de 2006, realizada na Alemanha. No entanto, foi reserva de Paul Robinson e não atuou em nenhuma partida no torneio.
Por clubes ingleses, Carson jogou ainda por Sheffield Wednesday, Charlton Athletic, Aston Villa, West Bromwich, Wigan e Derby County. Entre 2011 e 2013 defendeu o Bursaspor, da Turquia.[carece de fontes?]

### Manchester City
No dia 8 de agosto de 2019, aos 33 anos, foi anunciado como novo reforço do Manchester City.[carece de fontes?] O goleiro chegou emprestado pelo Derby County, clube com a qual ainda tinha vínculo. Estreou pelos Citizens quase dois anos depois, no dia 14 de maio de 2021, numa vitória por 4–3 contra o Newcastle, em jogo válido pela Premier League. Após o término do empréstimo, Carson foi contratado em definitivo pelo City em julho, assinando contrato por um ano.
Sua segunda partida pelo clube foi em março de 2022, após sair do banco de reservas e substituir Ederson num empate em 0–0 com o Sporting, válido pelas oitavas de final da Liga dos Campeões. Em maio de 2024, após a conquista da Premier League, o clube estendeu seu vínculo até o final da temporada 2024–25.
No dia 9 de junho de 2025, o Manchester City anunciou, por meio de suas redes sociais, que Carson estava deixando o clube.

## Títulos
Liverpool
- Liga dos Campeões da UEFA: 2004–05
- Supercopa da UEFA: 2005
- Copa da Inglaterra: 2005–06

Manchester City
- Copa da Liga Inglesa: 2019–20 e 2020–21
- Copa da Inglaterra: 2022–23
- Liga dos Campeões da UEFA: 2022–23[7]
- Supercopa da UEFA: 2023
- Copa do Mundo de Clubes da FIFA: 2023
- Supercopa da Inglaterra: 2024

### Prêmios individuais
- Jogador da temporada do Charlton Athletic: 2006–07
- Jogador do mês da EFL Championship: dezembro de 2017